# Miloslav Roháček
Miloslav Roháček (* 8. ledna 1990) je český odborník a pozorovatel v oblasti meteorologie, které se věnuje od roku 2008. Vystudoval pedagogickou školu a již během studia se začal podrobně zajímat o meteorologii. Dlouhodobě pracuje na vlastnímu výzkumu se zaměřením na takzvanou nízkou konvekci a supercely. Jeho specializací jsou hlavně radarové analýzy. 
Zavedl nový pojem zvaný „dynamické-přeháňky“ a vlastní i nově facebookovou stránku, na které prezentuje svoje velmi podrobné předpovědi. Během let vytvořil například meteorologickou typologii, kterou rozšířil o nové poznatky založené dlouholetým výzkumem a sledováním zejména v oblasti středních Čech. Dlouhou dobu se i zabýval studiem moravského tornáda F4  Je také členem Amatérské meteorologické společnosti. Od roku 2023 pracuje na pozici meteorologa pro německou firmu WetterOnline a v roce 2024 současně nastoupil na pozici meteorologa pro zpravodajský web Novinky.cz.